# Rumeurs concernant Michael Jackson

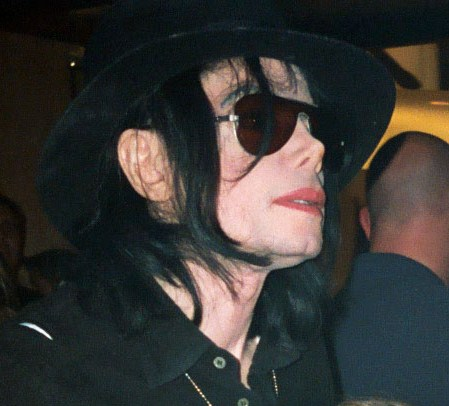
Michael Jackson à Las Vegas en 2003.

De nombreuses rumeurs concernant Michael Jackson ont vu le jour, durant et après la carrière du chanteur. Les plus connues d'entre elles sont celles remettant en question sa mort en 2009. Ce dernier n'a accordé que peu d'entretiens télévisées et était peu à l'aise concernant les questions sur sa vie privée devant les caméras. Cela a conduit la presse à scandale à colporter de nombreuses rumeurs sur la vie de l'artiste. Celles-ci ont pris pour cible le mode de vie excentrique du chanteur ainsi que son changement d'apparence physique, puis sa relation avec les enfants.

## Rumeurs anthumes

### Caisson à oxygène
La première grosse rumeur à son sujet concerne la publication en septembre 1986 dans le journal The Sun d'une photo montrant Michael Jackson dans un caisson à oxygène. La légende de l'image dit : « Michael Jackson a acheté cette boîte 150 000 dollars pour parvenir à vivre jusqu'à 150 ans ». Est alors née la rumeur voulant que la star cherchait à se préserver du vieillissement,,.
En réalité, ce caisson à oxygène était l'un de ceux qu'il offrit au centre médical de Californie où il avait été soigné après avoir été gravement brûlé au cuir chevelu lors du tournage d'une pub pour Pepsi. Cette photo aurait été envoyée aux médias directement par le manager de la star, Franck Dileo, afin de faire du bruit et de créer un retentissement médiatique,.

### Ossements de Joseph Merrick
En 1987, une autre rumeur court, selon laquelle Michael Jackson, qui a déclaré s'identifier à Joseph Merrick, alias « Elephant Man », aurait tenté d'acheter les ossements du défunt. Cette rumeur a été réfutée,. Jackson fait référence à cette rumeur dans le clip de sa chanson Leave Me Alone de 1989. On y voit des journaux colportant la rumeur puis la star dansant avec le squelette d'Elephant Man.

### Faux nez
Une rumeur veut que Michael Jackson ait porté un faux nez durant ses dernières années car, son nez réel aurait été détruit à la suite de nombreuses opérations de chirurgie esthétique,,.

### Conversion à l'islam
Selon un article du journal britannique The Sun de novembre 2008, Michael Jackson, ancien témoin de Jéhovah, se serait converti à l'islam, inspiré et encouragé par son frère Jermaine, lequel s'était déjà converti depuis plusieurs années. Michael aurait, selon le même journal, changé son prénom par Mikaeel,. Cette rumeur a été relayée en 2010 par l'écrivain créationniste turc Adnan Oktar.

## Rumeurs posthumes

### Décès mis en scène
À partir de la mort de Michael Jackson le 25 juin 2009, de nombreuses rumeurs apparaissent et contredisent la version couramment admise. Officiellement, le chanteur est mort à la suite d’un arrêt cardiaque ayant pour cause une intoxication aiguë au propofol. Pourtant, certains fans du chanteurs, surnommés believers (croyants en français), pensent que son décès est une mise en scène, un canular, organisé par Jackson,. Ce dernier aurait mit cela en place afin de se retirer discrètement du show business et de la célébrité, ou alors pour préparer un film secret et plus tard faire un grand retour.
Cette légende survivantiste est similaire à celle qui concernait Elvis Presley ou d'autres vedettes du show business,. Elle est ici basée sur quelques détails de la prise en charge du corps par le médecin et les secours et des funérailles :
- La voix de l'appelant est plus audible que celle de l'urgentiste dans l'enregistrement de l'appel au secours alors que ce dernier provient du centre de secours[18].
- Le massage cardiaque effectué par le docteur Conrad Murray aurait été fait à une main et sur un lit, une surface molle ; ce qui ne permet pas une compression thoracique correcte[21]. Il aurait même arrêté le massage en plein milieu[22].

Après le 25 juin 2009, des fans croient apercevoir le chanteur à plusieurs endroits. La première personne soupçonnée par certains d'être Michael Jackson est un homme inconnu et chapeauté aperçu lors de la cérémonie hommage à Michael Jackson, en juillet 2009, au Staples Center de Los Angeles. Surnommé Hatman, cet individu assis près de la famille Jackson est considéré par certains believers comme étant le chanteur,.
L'artiste conceptuel Dave Dave que le chanteur, de son vivant, a pourtant connu est aussi pris par certains pour le chanteur déguisé. Peu de temps après le décès, Dave Dave apparaît sur le plateau de CNN et beaucoup comparent le timbre de voix et les expressions des deux personnes,.
Un autre personnage pris par certains pour Michael Jackson est l'un de ses anciens sosies officiels devenu chanteur imitateur, l'espagnol Sergio Cortès. Celui-ci organise des concerts partout dans le monde et est actif sur les réseaux sociaux. Devenu rapidement populaire, un important nombre de fans demandent qu'il effectue un test ADN afin de s'assurer qu'il n'est pas Jackson,,. Cortès refuse.

### Assassinat
Plusieurs personnes parmi les fans et les proches pensent que la mort de Michael Jackson est un homicide volontaire. Le chanteur aurait été assassiné le 25 juin 2009, et non décédé d'une overdose de médicaments.
En 2017, sa fille Paris Jackson déclare croire absolument en cette idée : « Cela ressemble à une grosse théorie du complot... mais tous les vrais fans et tout le monde dans la famille le savent »,,,.
Cette théorie est reprise par le rappeur Kanye West en 2020,. Il affirme que le producteur de musique et ancien président de Sony Music Entertainment Tommy Mottola est derrière la mort de Jackson,.
Les arguments tenus dans cette situation sont les suivants : 
- La veille du drame, le 24 juin 2009, Michael Jackson apparaît très en forme dans le film This Is It pour les répétitions de son spectacle, beaucoup trop en forme selon certains pour que le lendemain il soit décédé, même après avoir pris une grande dose de médicaments.
- Michael a dit à ses proches et enfants plusieurs fois les semaines et les jours précédents sa mort que quelqu'un cherchait à le tuer. Sur les réseaux sociaux, un enregistrement vocal circule même, ou l'on croit l'entendre dire cela au téléphone, pour ce que beaucoup décrivent comme son "dernier appel", mais personne n'a idée de la date de cet appel et s'il est authentique ou non[38],[39].
- Le système de vidéo surveillance du domicile de la star a été effacée ce jour-là[40].

### Apparition fantomatique
Quelques semaines après la mort de Michael Jackson, l'émission Larry King Live sur la chaîne CNN présente une visite guidée du ranch de Neverland, résidence du chanteur de 1988 à 2006. Sur une image, certains fans croient apercevoir une ombre se déplacer. Ils l'interprètent alors comme étant le fantôme de Michael Jackson,,,,.

## Réaction de Michael Jackson
Michael Jackson jouait de son image mystérieuse. Il alimentait lui-même certaines légendes à son sujet comme avec l'histoire du caisson à oxygène. Cependant, il souffrait beaucoup d'être le sujet d'autant de folles rumeurs et d'être surnommé pour cela « Wacko Jacko » (« Jacko le dingo »). Il exprima sa colère ou sa tristesse à l'encontre de la presse à scandale dans plusieurs chansons : Wanna Be Startin' Somethin' (1983), Leave Me Alone (1989), Why You Wanna Trip On Me (1991), Tabloïd Junkie (1995), Privacy (2001) et Breaking News (2007).